# 基因簇

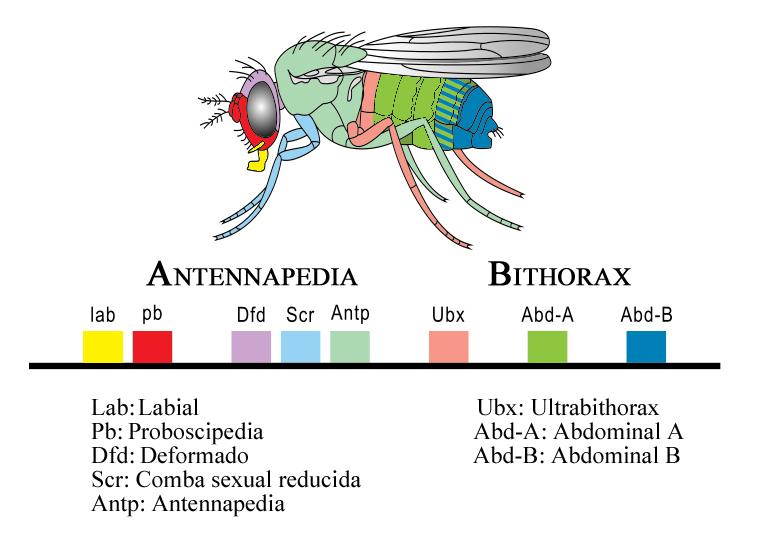
果蠅基因組中有8個Hox基因，分別形成觸足複合群與雙胸複合群兩個基因簇

基因簇（Gene cluster）是指生物基因組中數個排列成簇且通常屬於同一基因家族的基因，可編碼功能相似但不完全相同的蛋白質，基因簇中的各個基因通常距離接近（不超過數個kb），這些基因可能是最早是由同一基因經基因重複而產生，因有另一副本的基因表現正常蛋白質，重複基因的突變受到的選汰壓力較小，經許多世代後累積許多變異而與編碼和原本基因功能有關但不完全相同的蛋白質。基因簇中的基因數目可由數個至數十個不等，但通常不超過50個，同源異形基因（Hox）即為典型案例，此類基因為動物發育過程所需，經常在動物基因組中排列成基因簇，例如黑腹果蠅基因組中有8個Hox基因，皆在其3號染色體右臂排列成觸足複合群和雙胸複合群兩組基因簇，前者包含5個基因，控制頭部與胸部的發育；後者則包含3個基因，控制胸部與腹部的發育。另外人類基因組中編碼血紅素β次單元（β球蛋白）、組蛋白以及生長激素的數個基因也分別組成基因簇。
基因簇與串連重複基因（TAG）性質類似，兩者差異在於基因簇中數個基因雖距離接近，但彼此距離均不同，基因可能順向排列或反向排列，基因功能通常有差異，且其間的間隔序列也不同；串連重複基因則為整段基因數次重複形成，其中基因序列、排列方向與功能通常相同，例如核糖體DNA基因。基因簇與串連重複基因中的基因都會發生基因轉換，使其序列趨於相似，此外串連重複基因還會因減數分裂時不均等的互換重組而改變其重複數目並使序列一致化，基因簇則較少發生不均等重組。基因簇可能發生變異而逐漸轉為串連重複基因，反之串連重複基因也可能變異形成基因簇。